# إدواردو مورنتي
إدواردو مورنتي (بالإسبانية: Eduardo Morante) هو لاعب كرة قدم إكوادوري وكولومبي في مركز قلب الدفاع، ولد في 1 يونيو 1987 في Vinces ‏ في الإكوادور. شارك مع منتخب الإكوادور لكرة القدم. أما مع النوادي، فقد لعب مع إل. دي. يو. كيتو ونادي أونيفرسيداد دي تشيلي ونادي إيميلك ونادي ديبورتيفو إل ناسيونال.

## وصلات خارجية
- إدواردو مورنتي على موقع قاعدة بيانات كرة القدم.إي يو (الإنجليزية)
- إدواردو مورنتي على موقع ناشيونال فوتبول تيمز (الإنجليزية)
- إدواردو مورنتي على موقع Soccerway.com (الإنجليزية)